# Jonas Bretkūnas
Jonas Bretkūnas, en alemán Johannes Bretke, conocido también como Bretkus (Bammeln, 1536 - Königsberg, 1602), pastor evangélico luterano nacido en Prusia Oriental, autor de la traducción de la Biblia al idioma lituano, autor de una docena de libros en lituano, historiador.

## Obras
- Chronicon des Landes Preussen, 1578–1579
- Giesmės duchaunas, 1589
- Kollectas, alba Paspalitas Maldas, 1589
- Kancionalas nekurių giesmių, 1589
- Biblia, 1590
  - Edición facsimilar en 3 tomos, editada por Friedemann Kluge et. al. Paderborn : Ferdinand Schöningh, 1996-2002. ISBN 3-506-71672-7 (Bd.1), ISBN 3-506-71674-3 (Bd.2/3)
- Postilla, tatai esti trumpas ir prastas išguldimas evangeliu, 1591

## Literatura
- Viktor Falkenhahn: Der Übersetzer der litauischen Bibel Johannes Bretke und seine Helfer: Beiträge zur Kultur- und Kirchengeschichte Altpreussens. Königsberg: Ost-Europa-Verlag 1942.
- Jochen Dieter Range: Bausteine zur Bretke-Forschung: Kommentarband zur Bretke-Edition (NT). Paderborn: Schöningh 1992. ISBN 3-506-71682-4
- Friedemann Kluge: "Bretke, Wittenberg und Oberdeutschland. Zu einigen Dunkelstellen im Leben des ersten litauischen Bibelübersetzers", in: Kirche im Osten 34/1991, Göttingen 1991, Ss. 32-69.
- Friedemann Kluge: "Bretke, Johannes", in: Altpreussische Biographie, Bd. 5, Lfg. 1, Marburg/L.: Elwert, S. 1557-1558.